# Eirene (měsíc)
Eirene (S/2003 J 5) je retrográdní přirozený satelit Jupiteru. Byl objeven v roce 2003 skupinou astronomů z Havajské univerzity vedených Scottem S. Sheppardem.
Eirene má v průměru asi ~4 km, jeho průměrná vzdálenost od Jupitera činí 23,974 Mm, oběhne jej každých 758,3 dnů, s inklinací 166° k ekliptice (167° k Jupiterovu rovníku) a excentricitou 0,307. Eirene patří do rodiny Carme.